# Xian de Tianjun
Le xian de Tianjun (chinois : 天峻县 ; pinyin : Tiānjùn Xiàn) ou Xian de Têmqên est un district administratif de la province du Qinghai en Chine. Il est placé sous la juridiction de la préfecture autonome mongole et tibétaine de Haixi.

## Démographie
La population du district était de 17 519 habitants en 1999.

## Monuments
- Mur Xiari Hadan jing (zh) (夏日哈石经墙, xiàrì hādàn jīng)[3], situé dans le Bourg de Xinyuan (zh) (新源镇), un monument bouddhiste, classé depuis 2008 sur la liste des sites protégés de la province du Qinghai.